# Świątki (gmina)
Świątki – gmina wiejska w województwie warmińsko-mazurskim, w powiecie olsztyńskim. W latach 1975–1998 gmina położona była w województwie olsztyńskim.
Siedziba gminy to Świątki.
Według Narodowego Spisu Powszechnego 31 marca 2011 gminę zamieszkiwało 4224 mieszkańców. Natomiast według danych z 31 grudnia 2019 roku gminę zamieszkiwało 4039 osób.

## Struktura powierzchni
Według danych z roku 2002 gmina Świątki ma obszar 163,8 km², w tym:
- użytki rolne: 72%
- użytki leśne: 10%

Gmina stanowi 5,77% powierzchni powiatu.

## Demografia

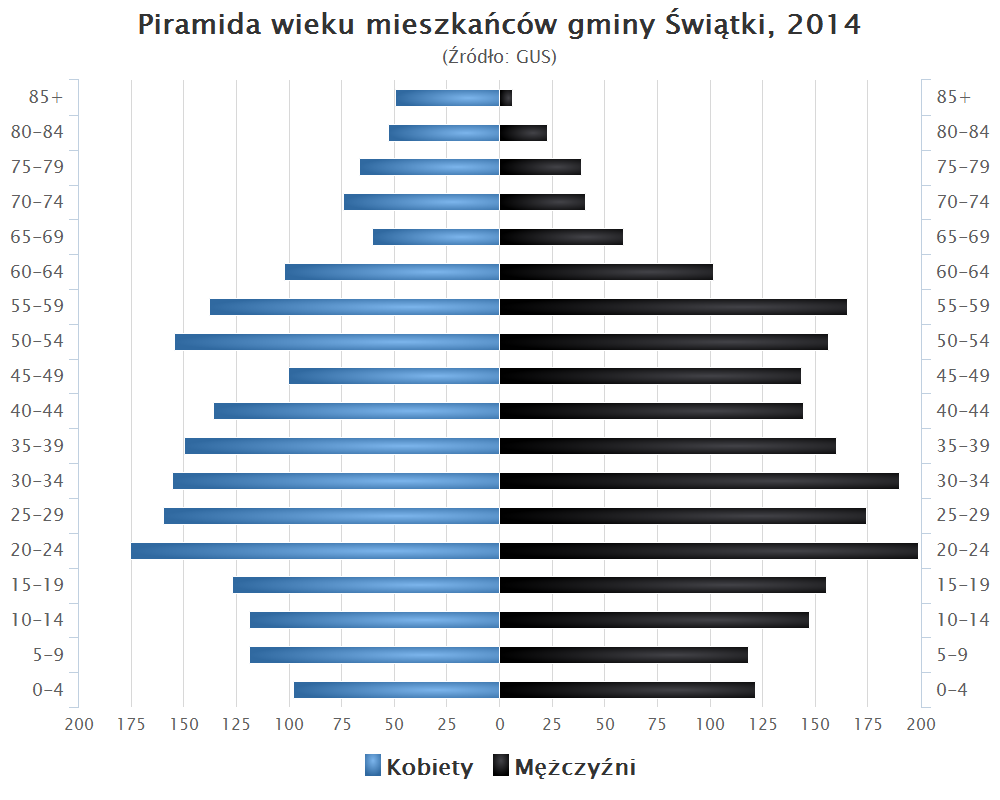
Piramida wieku mieszkańców gminy Świątki w 2014 roku

Dane z 30 czerwca 2004:
| Opis                              | Ogółem | Ogółem | Kobiety | Kobiety | Mężczyźni | Mężczyźni |
| --------------------------------- | ------ | ------ | ------- | ------- | --------- | --------- |
| jednostka                         | osób   | %      | osób    | %       | osób      | %         |
| populacja                         | 4273   | 100    | 2070    | 48,4    | 2203      | 51,6      |
| gęstość zaludnienia (mieszk./km²) | 26,1   | 26,1   | 12,6    | 12,6    | 13,4      | 13,4      |

## Sołectwa
Brzydowo, Garzewo, Gołogóra, Jankowo, Kalisty, Konradowo, Klony, Kwiecewo, Różynka, Skolity, Świątki, Włodowo, Worławki.

## Pozostałe miejscowości
Brzeźno, Brzydowo, Dąbrówka, Drzazgi, Kiewry, Kłobia, Komalwy, Kwiecewo (osada), Łumpia, Wysokie, Żardeniki.

## Sąsiednie gminy
Dobre Miasto, Dywity, Jonkowo, Lubomino, Łukta, Miłakowo, Morąg